# Мельхитуй (муниципальное образование Хадахан)
Мельхитуй (Русский Мельхитуй) (бур. Мүльһэтэ) — деревня в Нукутском районе Усть-Ордынского Бурятского округа Иркутской области. Входит в муниципальное образование «Хадахан».

## География
Деревня расположена в 42 км от районного центра, на высоте 488 м над уровнем моря.

## Внутреннее деление
Состоит из 10 улиц:
- Гололобова
- Кирова
- Ленина
- Майский пер.
- Молодежная
- Новая
- Рабочий пер.
- Романова
- Школьная
- Школьный пер.

## Происхождение названия
Название Мельхитуй происходит от бурятского мүльһэтэ — «ледяной». Вероятно, населённый пункт был назван так из-за Балаганской ледяной пещеры, вход в которую располагался рядом. Приставка русский появилась потому, что большинство жителей были русскими и украинцами.

## История
Населённый пункт основан в 1929 году. В 1930 году построен в качестве временного жилья двухэтажный барак, в 1931 — первые частные дома для постоянного проживания. В тот период в селе функционировали мельница, кузница, хранилища. В 1934 году была открыта трёхлетняя школа, а также небольшой клуб и библиотека. В 1944 году кузница была снесена, и на её месте были построены мастерские. В 1948—1949 годах в Мельхитуе открыт небольшой конезавод, построена электростанция, работавшая с 6 утра до 12 ночи.
В 1960-х в Русском Мельхитуе стали селиться переселенцы из деревень, попавших в зону затопления в связи со строительством Братской ГЭС, в частности населённых пунктов Пески, Налюры, Остров.

## Инфраструктура
В селе функционируют средняя школа, детский сад, ФАП, несколько магазинов, маленький клуб, располагается отделение СХЗАО «Приморский».

## Экономика
Многие жители села работают в отделении СХЗАО «Приморский», большинство также держат личное подворье. Кроме того, в Мельхитуе развито пчеловодство.

## Достопримечательности
Недалеко от села располагалася вход в Балаганскую ледяную пещеру, затопленную водами Братского водохранилища. Жители села использовали её в качестве продуктовых складов.

## Население
| 2002 | 2010 | 2011 | 2012 |
| ---- | ---- | ---- | ---- |
| 532  | ↘413 | ↘412 | ↘404 |